# Els Castellassos
Els Castellassos és una muntanya de 829 metres que es troba al municipi de Coll de Nargó, a la comarca de l'Alt Urgell.